# Liste des équipes du Championnat du monde de hockey sur glace 2022
Cette page contient la liste de toutes les équipes et leurs joueurs participant au Championnat du monde de hockey sur glace 2022 en Finlande.
Chaque équipe est constituée au minimum de 15 joueurs et 2 gardiens et, au maximum, de 22 joueurs et 3 gardiens.

## Allemagne
Entraîneur-chef : Toni Söderholm
| No    | Nom                   | Position       | Club                    |
| ----- | --------------------- | -------------- | ----------------------- |
| +001, | Dustin Strahlmeier    | Gardien de but | Grizzlys Wolfsbourg     |
| +003, | Dominik Bittner       | Défenseur      | Grizzlys Wolfsbourg     |
| +005, | Korbinian Holzer - A  | Défenseur      | Adler Mannheim          |
| +006, | Kai Wissmann          | Défenseur      | Eisbären Berlin         |
| +007, | Maximilian Kastner    | Attaquant      | EHC Munich              |
| +009, | Leon Gawanke          | Défenseur      | Moose du Manitoba       |
| +015, | Stefan Loibl          | Attaquant      | Skellefteå AIK          |
| +018, | Tim Stützle           | Attaquant      | Sénateurs d'Ottawa      |
| +022, | Matthias Plachta      | Attaquant      | Adler Mannheim          |
| +025, | Daniel Schmölz        | Attaquant      | Nürnberg Ice Tigers     |
| +026, | Samuel Soramies       | Attaquant      | ERC Ingolstadt          |
| +030, | Philipp Grubauer      | Gardien de but | Kraken de Seattle       |
| +035, | Matthias Niederberger | Gardien de but | Eisbären Berlin         |
| +038, | Fabio Wagner          | Défenseur      | ERC Ingolstadt          |
| +040, | Alexander Ehl         | Attaquant      | Düsseldorfer EG         |
| +041, | Jonas Müller          | Défenseur      | Eisbären Berlin         |
| +042, | Yasin Ehliz           | Attaquant      | EHC Munich              |
| +053, | Moritz Seider         | Défenseur      | Red Wings de Détroit    |
| +065, | Marc Michaelis        | Attaquant      | Marlies de Toronto      |
| +073, | Lukas Reichel         | Attaquant      | IceHogs de Rockford     |
| +077, | Daniel Fischbuch      | Attaquant      | Düsseldorfer EG         |
| +083, | Leonhard Pföderl      | Attaquant      | Eisbären Berlin         |
| +091, | Moritz Müller - C     | Défenseur      | Kölner Haie             |
| +092, | Marcel Noebels - A    | Attaquant      | Eisbären Berlin         |
| +094, | Alexander Karachun    | Attaquant      | Schwenninger Wild Wings |

## Autriche
Entraîneur-chef : Roger Bader
| No    | Nom                    | Position       | Club                          |
| ----- | ---------------------- | -------------- | ----------------------------- |
| +003, | Peter Schneider        | Attaquant      | EC Red Bull Salzbourg         |
| +004, | Dominic Hackl          | Défenseur      | EC Villacher SV               |
| +005, | Thomas Raffl - C       | Attaquant      | EC Red Bull Salzbourg         |
| +007, | Brian Lebler           | Attaquant      | EC Red Bull Salzbourg         |
| +009, | Ali Wukovits           | Attaquant      | EC Red Bull Salzbourg         |
| +012, | David Maier            | Défenseur      | EC Klagenfurt AC              |
| +013, | Philipp Wimmer         | Défenseur      | EC Red Bull Salzbourg         |
| +014, | Kilian Zündel          | Défenseur      | EC Red Bull Salzbourg         |
| +017, | Manuel Ganahl - A      | Attaquant      | EC Klagenfurt AC              |
| +020, | Nico Brunner           | Défenseur      | Capitals de Vienne            |
| +021, | Lukas Haudum           | Attaquant      | EC Klagenfurt AC              |
| +024, | Marco Kasper           | Attaquant      | Rögle BK                      |
| +026, | Oliver Achermann       | Attaquant      | Hockey Club La Chaux-de-Fonds |
| +029, | Bernhard Starkbaum     | Gardien de but | Capitals de Vienne            |
| +030, | David Kickert          | Gardien de but | Capitals de Vienne            |
| +031, | David Madlener         | Gardien de but | Dornbirner EC                 |
| +032, | Bernd Wolf             | Défenseur      | Hockey Club Lugano            |
| +036, | Simeon Schwinger       | Attaquant      | Dornbirner EC                 |
| +052, | Paul Huber             | Attaquant      | EC Red Bull Salzbourg         |
| +070, | Benjamin Nissner       | Attaquant      | EC Red Bull Salzbourg         |
| +071, | Erik Kirchschlager     | Défenseur      | Graz 99ers                    |
| +074, | Nico Feldner           | Attaquant      | HC TWK Innsbruck              |
| +091, | Dominique Heinrich - A | Défenseur      | EC Red Bull Salzbourg         |
| +092, | Clemens Unterweger     | Défenseur      | EC Klagenfurt AC              |
| +098, | Benjamin Baumgartner   | Attaquant      | Lausanne Hockey Club          |

## Canada
Entraîneur-chef : Claude Julien
| No    | Nom                   | Position       | Club                     |
| ----- | --------------------- | -------------- | ------------------------ |
| +002, | Zach Whitecloud       | Défenseur      | Golden Knights de Vegas  |
| +005, | Nick Holden           | Défenseur      | Sénateurs d'Ottawa       |
| +006, | Travis Sanheim        | Défenseur      | Flyers de Philadelphie   |
| +010, | Nicolas Roy           | Attaquant      | Golden Knights de Vegas  |
| +013, | Mathew Barzal         | Attaquant      | Islanders de New York    |
| +016, | Morgan Geekie         | Attaquant      | Kraken de Seattle        |
| +017, | Adam Lowry            | Attaquant      | Jets de Winnipeg         |
| +018, | Dawson Mercer         | Attaquant      | Devils du New Jersey     |
| +019, | Drake Batherson       | Attaquant      | Sénateurs d'Ottawa       |
| +022, | Eric O'Dell           | Attaquant      | HK CSKA Moscou           |
| +024, | Dylan Cozens          | Attaquant      | Sabres de Buffalo        |
| +028, | Damon Severson        | Défenseur      | Devils du New Jersey     |
| +033, | Ryan Graves           | Défenseur      | Devils du New Jersey     |
| +034, | Cole Sillinger        | Attaquant      | Blue Jackets de Columbus |
| +036, | Logan Thompson        | Gardien de but | Golden Knights de Vegas  |
| +044, | Maxime Comtois        | Attaquant      | Ducks d'Anaheim          |
| +060, | Chris Driedger        | Gardien de but | Kraken de Seattle        |
| +061, | Dysin Mayo            | Défenseur      | Coyotes de l'Arizona     |
| +072, | Thomas Chabot - C     | Défenseur      | Sénateurs d'Ottawa       |
| +073, | Noah Gregor           | Attaquant      | Sharks de San José       |
| +077, | Josh Anderson - A     | Attaquant      | Canadiens de Montréal    |
| +080, | Pierre-Luc Dubois - A | Attaquant      | Jets de Winnipeg         |
| +090, | Matthew Tomkins       | Gardien de but | Frölunda HC              |
| +093, | Kent Johnson          | Attaquant      | Blue Jackets de Columbus |

## Danemark
Entraîneur-chef : Heinz Ehlers
| No    | Nom                    | Position       | Club                           |
| ----- | ---------------------- | -------------- | ------------------------------ |
| +001, | Frederik Dichow        | Gardien de but | Kristianstads IK               |
| +009, | Frederik Storm         | Attaquant      | ERC Ingolstadt                 |
| +015, | Matias Lassen          | Défenseur      | Malmö Redhawks                 |
| +019, | Matthias Asperup       | Attaquant      | Herlev Eagles                  |
| +022, | Markus Lauridsen       | Défenseur      | Malmö Redhawks                 |
| +024, | Nikolaj Ehlers         | Attaquant      | Jets de Winnipeg               |
| +025, | Oliver Lauridsen       | Défenseur      | Malmö Redhawks                 |
| +026, | Patrick Bjorkstrand    | Attaquant      | Aalborg Pirates                |
| +028, | Emil Kristensen        | Défenseur      | HC Pustertal-Val Pusteria      |
| +031, | Mathias Seldrup        | Gardien de but | Frederikshavn White Hawks      |
| +032, | Sebastian Dahm         | Gardien de but | EC Klagenfurt AC               |
| +033, | Julian Jakobsen        | Attaquant      | Aalborg Pirates                |
| +034, | Morten Jensen          | Défenseur      | Rungsted Ishockey              |
| +038, | Morten Poulsen         | Attaquant      | Herning Blue Fox               |
| +041, | Jesper Jensen Aabo - A | Défenseur      | Krefeld Pinguine               |
| +042, | Mikkel Aagaard         | Attaquant      | MODO Hockey                    |
| +047, | Oliver Larsen          | Défenseur      | Jukurit Mikkeli                |
| +048, | Nicholas Jensen        | Défenseur      | Eisbären Berlin                |
| +050, | Mathias Bau Hansen     | Attaquant      | Herning Blue Fox               |
| +051, | Frans Nielsen - A      | Attaquant      | Eisbären Berlin                |
| +054, | Felix Scheel           | Attaquant      | Esbjerg Energy                 |
| +065, | Christian Wejse        | Attaquant      | Fischtown Pinguins Bremerhaven |
| +072, | Nicolai Meyer          | Attaquant      | Capitals de Vienne             |
| +086, | Joachim Blichfeld      | Attaquant      | Barracuda de San José          |
| +093, | Peter Regin - C        | Attaquant      | Hockey Club Ambrì-Piotta       |

## États-Unis
Entraîneur-chef : David Quinn
| No    | Nom                  | Position       | Club                     |
| ----- | -------------------- | -------------- | ------------------------ |
| +001, | Jeremy Swayman       | Gardien de but | Bruins de Boston         |
| +002, | Andrew Peeke         | Défenseur      | Blue Jackets de Columbus |
| +004, | Seth Jones - C       | Défenseur      | Blackhawks de Chicago    |
| +005, | Jonathon Merrill     | Défenseur      | Wild du Minnesota        |
| +007, | Nick Blankenburg     | Défenseur      | Blue Jackets de Columbus |
| +011, | Riley Barber         | Attaquant      | Griffins de Grand Rapids |
| +014, | T. J. Tynan          | Attaquant      | Reign d'Ontario          |
| +015, | John Hayden          | Attaquant      | Sabres de Buffalo        |
| +016, | Austin Watson - A    | Attaquant      | Sénateurs d'Ottawa       |
| +017, | Adam Gaudette        | Attaquant      | Sénateurs d'Ottawa       |
| +022, | Kieffer Bellows      | Attaquant      | Islanders de New York    |
| +024, | Sam Lafferty         | Attaquant      | Blackhawks de Chicago    |
| +025, | Karson Kuhlman       | Attaquant      | Kraken de Seattle        |
| +026, | Sean Farrell         | Attaquant      | Crimson d'Harvard        |
| +027, | Alexander Galchenyuk | Attaquant      | Coyotes de l'Arizona     |
| +028, | Vinni Lettieri       | Attaquant      | Ducks d'Anaheim          |
| +031, | Strauss Mann         | Gardien de but | Skellefteå AIK           |
| +032, | Jon Gillies          | Gardien de but | Devils du New Jersey     |
| +034, | Thomas Bordeleau     | Attaquant      | Sharks de San José       |
| +038, | Ryan Hartman         | Attaquant      | Wild du Minnesota        |
| +043, | Luke Hughes          | Défenseur      | Wolverines du Michigan   |
| +044, | Jaycob Megna         | Défenseur      | Sharks de San José       |
| +059, | Benjamin Meyers      | Attaquant      | Avalanche du Colorado    |
| +088, | Nathan Schmidt - A   | Attaquant      | Jets de Winnipeg         |

## Finlande
Entraîneur-chef : Jukka Jalonen
| No    | Nom                   | Position       | Club                             |
| ----- | --------------------- | -------------- | -------------------------------- |
| +002, | Ville Pokka           | Défenseur      | Avangard Omsk                    |
| +003, | Niklas Friman         | Défenseur      | Hämeenlinnan Pallokerho          |
| +004, | Mikko Lehtonen        | Défenseur      | SKA Saint-Pétersbourg            |
| +010, | Joel Armia            | Attaquant      | Canadiens de Montréal            |
| +012, | Marko Anttila - A     | Attaquant      | Ilves                            |
| +021, | Jere Innala           | Attaquant      | HIFK                             |
| +023, | Esa Lindell           | Défenseur      | Stars de Dallas                  |
| +024, | Hannes Björninen      | Attaquant      | Pelicans Lahti                   |
| +025, | Toni Rajala           | Attaquant      | Hockey Club Bienne               |
| +029, | Harri Säteri          | Gardien de but | Coyotes de l'Arizona             |
| +035, | Frans Tuohimaa        | Gardien de but | Neftekhimik Nijnekamsk           |
| +038, | Juuso Hietanen        | Défenseur      | Hockey Club Ambrì-Piotta         |
| +041, | Miro Heiskanen        | Défenseur      | Stars de Dallas                  |
| +042, | Sami Vatanen - A      | Défenseur      | Genève-Servette Hockey Club      |
| +045, | Juho Olkinuora        | Gardien de but | Metallourg Magnitogorsk          |
| +050, | Mikael Seppälä        | Défenseur      | Tappara                          |
| +051, | Valtteri Filppula - C | Attaquant      | Genève-Servette Hockey Club      |
| +055, | Atte Ohtamaa          | Défenseur      | Kärpät Oulu                      |
| +064, | Mikael Granlund       | Attaquant      | Predators de Nashville           |
| +065, | Sakari Manninen       | Attaquant      | Salavat Ioulaïev Oufa            |
| +070, | Teemu Hartikainen     | Attaquant      | Salavat Ioulaïev Oufa            |
| +076, | Jere Sallinen         | Attaquant      | Hockey Club Bienne               |
| +080, | Saku Mäenalanen       | Attaquant      | Kärpät Oulu                      |
| +082, | Harri Pesonen         | Attaquant      | Schlittschuh Club Langnau Tigers |
| +091, | Juho Lammikko         | Attaquant      | Canucks de Vancouver             |

## France
Entraîneur-chef : Philippe Bozon
| No    | Nom                    | Position       | Club                            |
| ----- | ---------------------- | -------------- | ------------------------------- |
| +003, | Charles Bertrand       | Attaquant      | Tappara                         |
| +005, | Enzo Guebey            | Défenseur      | Zürcher Schlittschuh Club Lions |
| +006, | Vincent Llorca         | Défenseur      | Ducs d'Angers                   |
| +007, | Pierre Crinon          | Défenseur      | Brûleurs de loups de Grenoble   |
| +008, | Hugo Gallet            | Défenseur      | Kalevan Pallo                   |
| +009, | Damien Fleury - C      | Attaquant      | Brûleurs de loups de Grenoble   |
| +012, | Valentin Claireaux - A | Attaquant      | Eishockey Club Kloten           |
| +018, | Yohann Auvitu          | Défenseur      | HIFK                            |
| +020, | Fabien Colotti         | Attaquant      | Rapaces de Gap                  |
| +022, | Guillaume Leclerc      | Attaquant      | HK Olimpija Ljubljana           |
| +025, | Nicolas Ritz           | Attaquant      | Ducs d'Angers                   |
| +026, | Romain Bault           | Défenseur      | Gothiques d'Amiens              |
| +032, | Quentin Papillon       | Gardien de but | Grüner Ishockey                 |
| +035, | Henri-Corentin Buysse  | Gardien de but | Gothiques d'Amiens              |
| +037, | Sebastian Ylönen       | Gardien de but | Jokers de Cergy-Pontoise        |
| +042, | Alexandre Texier       | Attaquant      | Blue Jackets de Columbus        |
| +062, | Florian Chakiachvili   | Défenseur      | Dragons de Rouen                |
| +063, | Louis Boudon           | Attaquant      | Lakers de Lake Superior State   |
| +072, | Jordann Perret         | Attaquant      | Mountfield HK                   |
| +074, | Thomas Thiry           | Défenseur      | Club des patineurs de Berne     |
| +077, | Sacha Treille - A      | Attaquant      | Brûleurs de loups de Grenoble   |
| +081, | Anthony Rech           | Attaquant      | Grizzlys Wolfsbourg             |
| +082, | Dylan Fabre            | Attaquant      | Brûleurs de loups de Grenoble   |
| +094, | Timothé Bozon          | Attaquant      | Lausanne Hockey Club            |
| +095, | Kévin Bozon            | Attaquant      | Eishockey Club Winterthour      |

## Grande-Bretagne
Entraîneur-chef : Peter Russel
| No    | Nom                   | Position       | Club                |
| ----- | --------------------- | -------------- | ------------------- |
| +001, | Jackson Whistle       | Gardien de but | Belfast Giants      |
| +002, | Dallas Ehrhardt       | Défenseur      | Manchester Storm    |
| +005, | Ben Davies            | Attaquant      | Cardiff Devils      |
| +007, | Robert Lachowicz      | Attaquant      | Guildford Flames    |
| +008, | Matthew Myers         | Attaquant      | Nottingham Panthers |
| +009, | Brett Perlini         | Attaquant      | Ringerike Panthers  |
| +010, | Scott Conway          | Attaquant      | Belfast Giants      |
| +013, | David Phillips        | Défenseur      | Sheffield Steelers  |
| +016, | Sam Duggan            | Attaquant      | Cardiff Devils      |
| +017, | Mark Richardson - A   | Défenseur      | Cardiff Devils      |
| +018, | Lewis Hook            | Attaquant      | Belfast Giants      |
| +019, | Luke Ferrara          | Attaquant      | Coventry Blaze      |
| +020, | Jonathan Phillips - C | Attaquant      | Sheffield Steelers  |
| +024, | Joshua Tetlow         | Défenseur      | Nottingham Panthers |
| +026, | Evan Mosey            | Défenseur      | Sheffield Steelers  |
| +028, | Ben O'Connor          | Défenseur      | HSC Csíkszereda     |
| +033, | Ben Bowns             | Gardien de but | Dukla Trenčín       |
| +034, | Jordan Hedley         | Gardien de but | Coventry Blaze      |
| +041, | Joshua Batch          | Défenseur      | Cardiff Devils      |
| +044, | Sam Jones             | Défenseur      | Sheffield Steelers  |
| +058, | David Clements        | Défenseur      | Coventry Blaze      |
| +062, | Joshua Waller         | Attaquant      | Cardiff Devils      |
| +075, | Robert Dowd - A       | Attaquant      | Sheffield Steelers  |
| +091, | Ben Lake              | Attaquant      | Belfast Giants      |
| +094, | Cade Neilson          | Attaquant      | Wings d'Aberdeen    |

## Italie
Entraîneur-chef : Greg Ireland
| No    | Nom                | Position       | Club                      |
| ----- | ------------------ | -------------- | ------------------------- |
| +001, | Andreas Bernard    | Gardien de but | Hockey Club Bolzano       |
| +005, | Marco Sanna        | Attaquant      | Sportivi Ghiaccio Cortina |
| +008, | Marco Insam        | Attaquant      | Hockey Club Bolzano       |
| +009, | Daniel Mantenuto   | Attaquant      | Asiago Hockey 1935        |
| +010, | Peter Spornberger  | Défenseur      | Schwenninger Wild Wings   |
| +015, | Enrico Miglioranzi | Défenseur      | Asiago Hockey 1935        |
| +017, | Lorenzo Casetti    | Défenseur      | Asiago Hockey 1935        |
| +019, | Alex Petan - A     | Attaquant      | Fehérvár AV19             |
| +021, | Daniel Glira       | Défenseur      | HC Pustertal-Val Pusteria |
| +022, | Simon Kostner      | Attaquant      | Renon Sport               |
| +023, | Diego Kostner - A  | Attaquant      | Hockey Club Ambrì-Piotta  |
| +032, | Justin Fazio       | Gardien de but | Hockey Club Bolzano       |
| +035, | Davide Fadani      | Gardien de but | Hockey Club Lugano        |
| +037, | Phil Pietroniro    | Défenseur      | Scorpions de Mulhouse     |
| +044, | Gregorio Gios      | Défenseur      | Asiago Hockey 1935        |
| +046, | Ivan Deluca        | Attaquant      | HC Pustertal-Val Pusteria |
| +053, | Alex Trivellato    | Défenseur      | Hockey Club Bolzano       |
| +074, | Brandon McNally    | Attaquant      | Cardiff Devils            |
| +082, | Dante Hannoun      | Attaquant      | HC Pustertal-Val Pusteria |
| +088, | Tommaso Traversa   | Attaquant      | Sheffield Steelers        |
| +090, | Dylan Di Perna     | Défenseur      | Renon Sport               |
| +091, | Matthias Mantinger | Attaquant      | HC Pustertal-Val Pusteria |
| +093, | Luca Frigo         | Attaquant      | Hockey Club Bolzano       |
| +094, | Daniel Frank - C   | Attaquant      | Hockey Club Bolzano       |
| +095, | Marco Magnabosco   | Attaquant      | Asiago Hockey 1935        |

## Kazakhstan
Entraîneur-chef : Iurii Mihailis
| No    | Nom                  | Position       | Club                        |
| ----- | -------------------- | -------------- | --------------------------- |
| +004, | Egor Şalapov         | Défenseur      | Barys                       |
| +007, | Leonid Metalnikov    | Défenseur      | Admiral Vladivostok         |
| +009, | Jesse Blacker        | Défenseur      | Avtomobilist Iekaterinbourg |
| +010, | Nikita Mihailis - A  | Attaquant      | Barys                       |
| +014, | Curtis Valk - A      | Attaquant      | Barys                       |
| +015, | Egor Petuhov         | Attaquant      | Barys                       |
| +018, | Pavel Akolzin        | Attaquant      | Metallourg Magnitogorsk     |
| +020, | Sergei Kudriavtsev   | Gardien de but | Ioujny Oural Orsk           |
| +022, | Kirill Paniukov      | Attaquant      | Ak Bars Kazan               |
| +027, | Mihail Rahmanov      | Attaquant      | Saryarka Karaganda          |
| +028, | Valerii Orehov       | Défenseur      | Barys                       |
| +030, | Ilia Rumanitsev      | Gardien de but | Arlan Kökşetaw              |
| +043, | Andrei Şutov         | Gardien de but | Barys                       |
| +044, | Darren Dietz         | Défenseur      | HK CSKA Moscou              |
| +048, | Roman Startşenko - C | Attaquant      | Barys                       |
| +058, | Viktor Svedberg      | Défenseur      | Avangard Omsk               |
| +064, | Arkadii Şestakov     | Attaquant      | Barys                       |
| +065, | Samat Daniiar        | Défenseur      | Barys                       |
| +068, | Dmitrii Gurkov       | Attaquant      | Barys                       |
| +077, | Saian Daniiar        | Attaquant      | Saryarka Karaganda          |
| +084, | Kirill Savitskii     | Attaquant      | Barys                       |
| +087, | Ädil Beketaev        | Défenseur      | Nomad Nour-Soultan          |
| +089, | Anton Sagadeev       | Attaquant      | Barys                       |
| +095, | Dmitrii Şevtşenko    | Attaquant      | Avangard Omsk               |
| +096, | Älihan Äsetov        | Attaquant      | Barys                       |

## Lettonie
Entraîneur-chef : Harijs Vītoliņš
| No    | Nom                 | Position       | Club                        |
| ----- | ------------------- | -------------- | --------------------------- |
| +002, | Karlis Cukste       | Défenseur      | Pelicans Lahti              |
| +009, | Renārs Krastenbergs | Attaquant      | EC Villacher SV             |
| +011, | Kristaps Sotnieks   | Défenseur      | Dinamo Riga                 |
| +012, | Rihards Marenis     | Attaquant      | HC Vita Hästen              |
| +013, | Rihards Bukarts     | Attaquant      | Admiral Vladivostok         |
| +017, | Martins Dzierkals   | Attaquant      | HC Škoda Plzeň              |
| +018, | Rodrigo Ābols - C   | Attaquant      | Örebro HK                   |
| +021, | Rūdolfs Balcers - A | Attaquant      | Sharks de San José          |
| +025, | Andris Džeriņš      | Attaquant      | EHC Linz                    |
| +031, | Arturs Silovs       | Gardien de but | Canucks de Vancouver        |
| +032, | Artūrs Kulda - A    | Défenseur      | Krefeld Pinguine            |
| +055, | Roberts Mamcics     | Défenseur      | Linköping HC                |
| +065, | Arvils Bergmanis    | Défenseur      | Nanooks d'Alaska-Fairbanks  |
| +069, | Nikolajs Jelisejevs | Attaquant      | MODO Hockey                 |
| +071, | Roberts Bukarts     | Attaquant      | HC Vítkovice                |
| +072, | Janis Jaks          | Défenseur      | HK Sotchi                   |
| +073, | Deniss Smirnovs     | Attaquant      | Genève-Servette Hockey Club |
| +077, | Kristaps Zile       | Défenseur      | Örebro HK                   |
| +080, | Elvis Merzļikins    | Gardien de but | Blue Jackets de Columbus    |
| +083, | Klavs Veinbergs     | Attaquant      | HK Zemgale/LLU              |
| +088, | Gustavs Grigals     | Gardien de but | Nanooks d'Alaska            |
| +090, | Sandis Smons        | Défenseur      | Genève-Servette Hockey Club |
| +091, | Ronalds Ķēniņš      | Attaquant      | Lausanne Hockey Club        |
| +094, | Kristiāns Rubīns    | Défenseur      | Marlies de Toronto          |
| +095, | Oskars Batņa        | Attaquant      | Jukurit Mikkeli             |

## Norvège
Entraîneur-chef : Petter Thoresen
| No    | Nom                     | Position       | Club                    |
| ----- | ----------------------- | -------------- | ----------------------- |
| +004, | Johannes Johannesen - A | Défenseur      | Västerviks IK           |
| +005, | Andreas Klavestad       | Défenseur      | Stavanger Oilers        |
| +008, | Mathias Trettenes - A   | Attaquant      | Hockey Club Bienne      |
| +010, | Mattias Nørstebø        | Défenseur      | IF Björklöven           |
| +011, | Kristian Jakobsson      | Attaquant      | Sparta Warriors         |
| +012, | Daniel Rokseth          | Défenseur      | Stavanger Oilers        |
| +016, | Magnus Brekke Henriksen | Attaquant      | Vålerenga ishockey      |
| +019, | Eirik Salsten           | Attaquant      | Storhamar Dragons       |
| +020, | Ludwig Hoff             | Attaquant      | Stavanger Oilers        |
| +021, | Christian Bull          | Défenseur      | HC Nové Zámky           |
| +022, | Martin Røymark          | Attaquant      | Vålerenga ishockey      |
| +023, | Martin Rønnild          | Attaquant      | Storhamar Dragons       |
| +027, | Andreas Martinsen       | Attaquant      | Lillehammer IK          |
| +028, | Magnus Geheb            | Attaquant      | Frisk Tigers            |
| +031, | Jonas Arntzen           | Gardien de but | Örebro HK               |
| +033, | Henrik Haukeland        | Gardien de but | EHC Munich              |
| +038, | Henrik Holm             | Gardien de but | Stavanger Oilers        |
| +040, | Ken André Olimb         | Attaquant      | Schwenninger Wild Wings |
| +043, | Max Krogdahl            | Défenseur      | Västerviks IK           |
| +046, | Mathis Olimb - C        | Attaquant      | Vålerenga ishockey      |
| +049, | Christian Kåsastul      | Défenseur      | Reign d'Ontario         |
| +051, | Mats Rosseli Olsen      | Attaquant      | Frölunda HC             |
| +076, | Emil Lilleberg          | Défenseur      | IK Oskarshamn           |
| +085, | Michael Haga            | Attaquant      | Lukko                   |
| +096, | Tobias Fladeby          | Attaquant      | Tingsryds AIF           |

## Slovaquie
Entraîneur-chef : Craig Ramsay
| No    | Nom                | Position       | Club                    |
| ----- | ------------------ | -------------- | ----------------------- |
| +003, | Adam Jánošík       | Défenseur      | BK Mladá Boleslav       |
| +005, | Šimon Nemec        | Défenseur      | HK Nitra                |
| +006, | Martin Fehérváry   | Défenseur      | Capitals de Washington  |
| +007, | Mário Grman        | Défenseur      | Hämeenlinnan Pallokerho |
| +010, | Adam Sýkora        | Attaquant      | HK Nitra                |
| +013, | Michal Krištof - A | Attaquant      | HC Kometa Brno          |
| +014, | Peter Čerešňák - A | Défenseur      | HC Škoda Plzeň          |
| +015, | Jakub Minárik      | Attaquant      | Dukla Trenčín           |
| +016, | Róbert Lantoši     | Attaquant      | Linköping HC            |
| +020, | Juraj Slafkovský   | Attaquant      | TPS                     |
| +023, | Adam Liška         | Attaquant      | Severstal Tcherepovets  |
| +024, | Patrik Rybár       | Gardien de but | HK Dinamo Minsk         |
| +025, | Alex Tamáši        | Attaquant      | HC´05 Banská Bystrica   |
| +029, | Michal Ivan        | Défenseur      | HC Bílí Tygři Liberec   |
| +030, | Matej Tomek        | Gardien de but | HC Kometa Brno          |
| +035, | Adam Húska         | Gardien de but | Wolf Pack de Hartford   |
| +040, | Miloš Roman        | Attaquant      | HC Oceláři Třinec       |
| +044, | Mislav Rosandić    | Défenseur      | HC Bílí Tygři Liberec   |
| +047, | Mário Lunter       | Attaquant      | BK Mladá Boleslav       |
| +048, | Daniel Gachulinec  | Défenseur      | HC Slovan Bratislava    |
| +049, | Samuel Takáč       | Attaquant      | HC Slovan Bratislava    |
| +072, | Andrej Kollár      | Attaquant      | HC Kometa Brno          |
| +087, | Pavol Regenda      | Attaquant      | HK Michalovce           |
| +088, | Kristián Pospíšil  | Attaquant      | Hockey Club Davos       |
| +090, | Tomáš Tatar - C    | Attaquant      | Devils du New Jersey    |

## Suède
Entraîneur-chef : Johan Garpenlöv
| No    | Nom                      | Position       | Club                        |
| ----- | ------------------------ | -------------- | --------------------------- |
| +006, | Adam Larsson - A         | Défenseur      | Kraken de Seattle           |
| +007, | Henrik Tömmernes         | Défenseur      | Genève-Servette Hockey Club |
| +008, | Markus Pettersson        | Défenseur      | Penguins de Pittsburgh      |
| +012, | Max Friberg              | Attaquant      | Frölunda HC                 |
| +017, | Oskar Lang               | Attaquant      | Leksands IF                 |
| +023, | Oliver Ekman-Larsson - C | Défenseur      | Canucks de Vancouver        |
| +026, | Rasmus Dahlin            | Défenseur      | Sabres de Buffalo           |
| +028, | Anton Bengtsson          | Attaquant      | Rögle BK                    |
| +032, | Lucas Wallmark           | Attaquant      | Pas de club                 |
| +035, | Linus Ullmark            | Gardien de but | Bruins de Boston            |
| +040, | Jacob Peterson           | Attaquant      | Stars de Dallas             |
| +042, | Joakim Nordström - A     | Attaquant      | Pas de club                 |
| +045, | Magnus Hellberg          | Gardien de but | Red Wings de Détroit        |
| +048, | Carl Klingberg           | Attaquant      | Eissportverein Zoug         |
| +054, | Anton Lindholm           | Défenseur      | HK Dinamo Minsk             |
| +056, | Erik Gustafsson          | Défenseur      | Blackhawks de Chicago       |
| +062, | Joel Kellman             | Attaquant      | Växjö Lakers HC             |
| +063, | Marcus Högberg           | Gardien de but | Linköping HC                |
| +064, | Jonathan Pudas           | Défenseur      | Skellefteå AIK              |
| +072, | Emil Bemström            | Attaquant      | Blue Jackets de Columbus    |
| +074, | Rasmus Asplund           | Attaquant      | Sabres de Buffalo           |
| +086, | Mathias Bromé            | Attaquant      | Hockey Club Davos           |
| +088, | William Nylander         | Attaquant      | Maple Leafs de Toronto      |
| +091, | Carl Grundström          | Attaquant      | Kings de Los Angeles        |

## Suisse
Entraîneur-chef : Patrick Fischer
| No    | Nom                | Position       | Club                            |
| ----- | ------------------ | -------------- | ------------------------------- |
| +009, | Damien Riat        | Attaquant      | Lausanne Hockey Club            |
| +010, | Andres Ambühl - A  | Attaquant      | Hockey Club Davos               |
| +013, | Nico Hischier - C  | Attaquant      | Devils du New Jersey            |
| +014, | Dean Kukan         | Défenseur      | Blue Jackets de Columbus        |
| +020, | Reto Berra         | Gardien de but | Hockey Club Fribourg-Gottéron   |
| +023, | Philipp Kurashev   | Attaquant      | Blackhawks de Chicago           |
| +024, | Tobias Geisser     | Défenseur      | Bears de Hershey                |
| +026, | Sandro Aeschlimann | Gardien de but | Hockey Club Davos               |
| +028, | Timo Meier         | Attaquant      | Sharks de San José              |
| +043, | Andrea Glauser     | Défenseur      | Lausanne Hockey Club            |
| +044, | Pius Suter         | Attaquant      | Red Wings de Détroit            |
| +045, | Michael Fora - A   | Défenseur      | Hockey Club Davos               |
| +054, | Christian Marti    | Défenseur      | Eissportverein Zoug             |
| +059, | Dario Simion       | Attaquant      | Eissportverein Zoug             |
| +060, | Tristan Scherwey   | Attaquant      | Club des patineurs de Berne     |
| +061, | Fabrice Herzog     | Attaquant      | Eissportverein Zoug             |
| +062, | Denis Malgin       | Attaquant      | Zürcher Schlittschuh Club Lions |
| +063, | Leonardo Genoni    | Gardien de but | Eissportverein Zoug             |
| +071, | Enzo Corvi         | Attaquant      | Hockey Club Davos               |
| +072, | Dominik Egli       | Défenseur      | Hockey Club Davos               |
| +079, | Calvin Thurkauf    | Attaquant      | Hockey Club Lugano              |
| +086, | Janis Moser        | Défenseur      | Coyotes de l'Arizona            |
| +088, | Christoph Bertschy | Attaquant      | Lausanne Hockey Club            |
| +097, | Jonas Siegenthaler | Défenseur      | Devils du New Jersey            |
| +098, | Marco Miranda      | Attaquant      | Genève-Servette Hockey Club     |

## Tchéquie
Entraîneur-chef : Kari Jalonen
| No    | Nom                | Position       | Club                                     |
| ----- | ------------------ | -------------- | ---------------------------------------- |
| +002, | Lukáš Dostál       | Gardien de but | Ducks d'Anaheim                          |
| +005, | David Jiříček      | Défenseur      | HC Škoda Plzeň                           |
| +006, | Michal Kempný      | Défenseur      | Capitals de Washington                   |
| +009, | David Sklenička    | Défenseur      | Kärpät Oulu                              |
| +010, | Roman Červenka - C | Attaquant      | Schlittschuh Club Rapperswil-Jona Lakers |
| +012, | Jiří Černoch       | Attaquant      | HC Energie Karlovy Vary                  |
| +013, | Jakub Vrána        | Attaquant      | Red Wings de Détroit                     |
| +017, | Filip Hronek       | Défenseur      | Red Wings de Détroit                     |
| +019, | Jakub Flek         | Attaquant      | HC Energie Karlovy Vary                  |
| +020, | Hynek Zohorna      | Attaquant      | IK Oskarshamn                            |
| +024, | Jan Ščotka - A     | Défenseur      | JYP Jyväskylä                            |
| +044, | Matěj Stránský     | Attaquant      | Hockey Club Davos                        |
| +046, | David Krejčí - A   | Attaquant      | HC Olomouc                               |
| +047, | Michal Jordán      | Défenseur      | Amour Khabarovsk                         |
| +048, | Tomáš Hertl        | Attaquant      | Sharks de San José                       |
| +050, | Karel Vejmelka     | Gardien de but | Coyotes de l'Arizona                     |
| +051, | Radim Šimek        | Défenseur      | Sharks de San José                       |
| +052, | Michael Špaček     | Attaquant      | Frölunda HC                              |
| +064, | David Kämpf        | Attaquant      | Maple Leafs de Toronto                   |
| +067, | Jiří Smejkal       | Attaquant      | Pelicans Lahti                           |
| +084, | Tomáš Kundrátek    | Défenseur      | HC Oceláři Třinec                        |
| +088, | David Pastrňák     | Attaquant      | Bruins de Boston                         |
| +091, | Dominik Simon      | Attaquant      | Ducks d'Anaheim                          |
| +094, | Marek Langhamer    | Gardien de but | Ilves                                    |
| +095, | Matěj Blümel       | Attaquant      | HC Dynamo Pardubice                      |